# Provincia di Marga Marga
La provincia di Marga Marga (Provincia de Marga Marga, in spagnolo), è una delle otto province della regione di Valparaíso, Cile. È stata creata nel 2009 e istituita ufficialmente l'11 novembre 2010. Questa provincia comprende 4 comuni: Quilpué (sua capitale), Villa Alemana, Limache e Olmué. I primi due appartenevano alla provincia di Valparaíso, gli altri due alla provincia di Quillota.

## Comuni
- Quilpué
- Villa Alemana
- Limache
- Olmué